# Herta Maurer-Lausegger
Herta Maurer-Lausegger, koroškoslovenska jezikoslovka, etnologinja, kulturologinja in filmska producentka, * 1953, Celovec, Avstrija.

## Življenje in delo
Po maturi na Zvezni gimnaziji za Slovence v Celovcu leta 1972 je študirala slavistiko in etnologijo na Univerzi Karla in Franca v Gradcu, kjer je leta 1980 promovirala z disertacijo o terminologiji vodnih mlinov na južnem Koroškem. Študij prevajalstva slovenščine, ki ga je opravljaja prav tako na Univerzi v Gradcu, je zaključila leta 1977 z nazivom »Akademsko pooblaščena prevajalka«.
V 70. in 80. letih 20. stoletja je vedno spet sodelovala kot samostojna sodelavka Slovenskih sporedov ORF pri Deželnem studiu Avstrijske radiotelevizije ORF Landesstudio Kärnten v Celovcu, kjer je pripravljala radijske oddaje v koroških slovenskih narečjih. V osemdesetih letih, pa tudi kasneje, je občasno sodelovala v profesionalnih filmskih produkcijah, kjer je izvajala različne vloge.
Od leta 1981 do 1983 je sodelovala v znanstveno-raziskovalnem projektu Inventarizacija slovenskega ljudskega jezika na Koroškem na Inštitutu za slavistiko Univerze v Gradcu.
Od 1983 in 1984 je leto dni in dva meseca vodila na novo ustanovljeni Etnološki oddelek, ki je deloval v okviru Krščanske kulturne zveze v Celovcu kot predhodnik Slovenskega narodopisnega inštituta Urban Jarnik.
Od marca 1984 do konca oktobra 2019 je bila članica Univerze v Celovcu, najprej asistentka, od leta 1995 asistenčna profesorica ter od 1. marca leta 2014 do konca leta 2015 predstojnica Inštituta za slavistiko. Od oktobra 2019 deluje kot zunanja predavateljica na Univerzi v Celovcu. 
Od leta 1984 je bila sodelavka in od leta 1994 vodja znanstvenoraziskovalnega projekta Raziskovanje slovenskih narečij na Koroškem (»Erforschung der slowenischen Dialekte in Kärnten«) na celovškem Inštitutu za slavistiko. Vodstvo projekta je leta 1994 prevzela od rednega univ.-prof. dr. Gerharda Neweklowskega, ki je projekt vodil v prvem desetletju.
Posebno si je prizadevala za raziskovanje koroškega slovenskega bukovništva ter znamenitega bukovnika Andreja Šusterja Drabosnjaka. Z lastnim poznavanjem posebnih značilnosti kostanjškega govora in z jezikoslovno računalniško raziskavo je odkrila šest Drabosnjakovih rokopisnih avtografov. Ugotovitev je potrdila strokovna grafološka ocena z dne 3. aprila 1992, ki jo je na njeno pobudo izvedel Center za kriminalistično-tehnične preiskave pri Ministrstvu za notranje zadeve Republike Slovenije v Ljubljani. V sklepu je navedeno: »Pastirsko igro (I, II), Bukvice od Drabosnjaka, Molitvene bukvice, Bukvice Svetiga križa in Igro o izgubljenem sinu je napisal Andrej Šuster Drabosnjak).«
Več Drabosnjakovih besedil, ki jih je Maurer-Lausegger vnesla v računalnik na Univerzi v Celovcu, se nahaja na Inštitutu za slovensko literaturo in literarne vede pri Slovenski akademiji znanosti in umetnosti v Ljubljani. V okviru bilateralnega projekta, ki ga vodi vodja inštituta, znanstveni svetnik dr. Matija Ogrin, se pripravlja kritična izdaja Drabosnjakovih del, ki bo objavljena v bazi podatkov e-ZISS. Elektronske znanstvenokritične izdaje slovenskega slovstva.

## Avdiovizualna dialektologija
Od leta 1994 do leta 2019 je bila na Inštitutu za slavistiko vodja dialektološko-etnološkega filmsko-dokumentarnega projekta »Dokumentacija stare ljudske kulture v narečju«. Projekt izvaja tudi po končani poklicni karieri.
V sodelovanju s celovškim filmskim podjetjem ARTIS Filmproduktionsgesellschaft m.b.H. dokumentira slovenska, pa tudi nemška narečja dvojezičnih govorcev na južnem Koroškem. V okviru projekta je le od leta 1994 skupaj s filmskimi strokovnjaki postopoma razvijala metode avdiovizualne dialektologije. Leta 2000 se je projekt preimenoval v Avdiovizualno dialektologijo. Dokumentacija si zastavlja kot cilj sinhron in avtentičen zapis etnografske vsebine in spotano govorjenega narečnega besedila v situacijskem okolju. 
Posnete so teme iz nekdanjega obrtno-kmečkega okolja. Rezultat raziskav so dokumentarni filmi in besedilne priloge. V raznih jezikovnih različicah (nemško, slovensko, angleško) filmsko prikazuje posameze teme kot so mlini in žage, ovčereja in obdelava volne, peka kruha, sani, kmečko orodje, spomini na nekdanje kmečko življenje, šege idr.
Dokumentarci, ki so nastali med leti 1994 in 2001, so opremljeni s tiskanimi besedili v narečju in s prevodi (slovensko, nemško, delno angleško), vsebujejo pa tudi informacije in podatke o govorcih. Izšli so v projektni zbirki Dialekdokumentationen/Narečne dokumentacije pri Mohorjevi založbi v Celovcu. Načrtovana je digitalna izdaja teh filmov. Na digitalno objavo čaka še več dialektoloških filmov, ki doslej iz tehničnih razlogov še niso bili objavljeni.
Filmska dokumentacija Gerhard Neweklowsky - Mein Leben für die Slawistik (2021) (»Moje življenje za slavistiko«) je posvečena življenju in delu znanega avstrijskega slavista, ki je deloval na Inštitutih za slavisitiko univerz v Celovcu in na Dunaju. Izšla je v samozaložbi na ključku, ki je na voljo v Mohorjevi knjigarni v Celovcu. Vsebuje tudi profesorjev življenjepis in seznam njegovih objav (pdf), ki je dostopen tudi na spletni strani Inštituta za slavistiko Univerze na Dunaju.
Leta 2000 se je začelo interdisciplinarno partnerstvo Kulturologija & ekonomija ki je skrbelo za internetno prisotnostin delo za odnose z javnostmi. Iniciativa je do leta 2017 pripravljala redne etnografske razstave ter različne kulturne in spremenjevalne programe doma in v tujni. 

## Članstvo v znanstvenoraziskovalnih in drugih zvezah
- Österreichische Gesellschaft für Slawistik
- Slavistično društvo Slovenije
- International Society of Dialectology & Geolinguistics (SIDG)
- Gesellschaft für Sprache und Sprachen (GeSuS) e.V
- Slovensko etnološko društvo (SED)
- Geschichtsverein für Kärnten
- Narodopisni inštitut Urban Jarnik - Slowenisches Volkskundeinstitut Urban Jarnik (SNUJ)
- MultiMeDialecTranslation Scientific Committee
- European Who is Who Association (EU-WIWA)
- Who is Who of European Women

## Delo (izbor)
Avtorica je številnih znanstvenih in poljudnoznanstvenih člankov, recencij, monografij, enciklopedijskih prispevkov, znanstveno dokumentarnih filmov in priloženih besedil ter internetnih nastopov.
- Avdiovizualna dialektologija. Diahronija in sinhronija v dialektoloških raziskavah / uredili Mihaela Koletnik in Vera Smole. Maribor: Slavistično društvo Maribor, 2006 (= Zora, 41), 439-445.
- Audiovisual Dialectology: Methodology and Theoretical Considerations. V: Theoretical Approaches to Dialogue Analysis. Selected Papers from the IADA Chicago 2004 Conference / Ed. Lawrence N. Berlin. Tübingen: Niemeyer 2007, (= Beiträge zur Dialogforschung, 33), 163-176.
- Leitfaden zur Erstellung wissenschaftlicher Arbeiten. Richtlinien zur formalen Gestaltung und strukturellen Gliederung. Klagenfurt/Celovec: Verlag Hermagoras/Mohorjeva, 2020, 116 str. ISBN: 9783708610962
- Die 13. Sibylle. Die Prophezeiung der Königin Michalda von Saba. Redaktionell bearbeitete Edition und Faksimileausgabe einer maschinschriftlichen Fassung aus der Wörthersee-Region in Kärnten. Klagenfurt/Celovec: Verlag Hermagoras/Mohorjeva, 2020, 84 str. ISBN: 9783708610979
- Ob jubileju avstrijskega slavista Gerharda Neweklowskega. V: Jezikoslovni zapiski. Zbornik Inštituta za slovenski jezik Frana Ramovša, 27/2 (2021), 167–176. DOI: 10.3986/JZ.27.2.10
- Prevajanje in sinhronizacija: Teoretske in metodološke osnove ter lastne izkušnje s prevajanjem in sinhronizacijo dialektoloških filmov. V: Narečno besedje slovenskega jezika ‒ v spomin na akademikinjo Zinko Zorko / uredil Marko Jesenšek. Maribor: Univerza v Mariboru, Univerzitetna založba, 2022 (Mednarodna knjižna zbirka Zora, 148), 154-173, DOI: https://doi.org/10.18690/um.ff.8.2022
- Južnoslovanski kulturni prostor ter kulturnozgodovinski vpogled v jezikovno in narečno prepletanje na jezikovnih stičiščih Slovenije in severozahodne Hrvaške. V: Kontaktna dialektologija na območju med Alpami in Jadranom: v spomin akademiku Goranu Filipiju / zbrali in uredili Suzana Todorović in Barbara Baloh. Koper: Libris, 2022, 79-99.
- Kritje lesene strehe. Dokumentarni film s spremno brošuro pripravila Maurer-Lausegger. Slovenski original v plajberškem govoru. (USB-ključek, MPEG4 Video, dolžina: 25:10). Vodstvo produkcije: Herta Maurer-Lausegger. Kamera: Ivan Klarič, Alexander Sabotnik; Montaža: Valentin Čertov [ARTIS Filmproduktions- GmbH., Klagenfurt am Wörthersee], Spremna brošura v slovenščini, 12 str. © Herta Maurer-Lausegger, www.kwfilm.com. Ferlach/Borovlje: Samozaložba izdajateljice, 2022 (= Dialektdokumentationen = Narečne dokumentacije 17.1).
- Štehvanje p našan v Bvačah. (USB, MPEG4 videofilm); dolžina: 17:17). Vodstvo produkcije: Herta Maurer-Lausegger. Kamera: Ivan Klarič, Valentin Čertov; Montaža: Valentin Čertov [ARTIS Filmproduktions- GmbH., Klagenfurt am Wörthersee/Celovec], spremna brošura v slovenščini, 12 str. © 2023 Herta Maurer-Lausegger, www.kwfilm.com. Ferlach/Borovlje: samozaložba izdajateljice (= Dialektdokumentationen – Narečne dokumentacije, 20.1. Original v blaškem govoru).

Bibliografijo, razstave, predavanja glej pod zunanje povezave.

## Priznanja in nagrade
- ScienceWeek @ Austria 2000, 2001 und 2002
- Slomšekovo priznanje 2001
- Nagrada za kulturo dežele Koroške "Eva 2002"
- Die Lupe für hervorragende Wissenschaftskommunikation im Rahmen der „Langen Nacht der Forschung 2008“
- Niko Kuret Plaketa za leto 2012
- Priznanje Naša Slovenija 2012
- 6. Kugyjeva nagrada 2012 (priznanje prekomejnega kulturnega ozaveščanja)
- European Who is Who Association: Certificate of Award 2014
- Priznanje Zveze društev Slavistično društvo Slovenije 2023
- Kulturpreis des Landes Kärnten: Würdigungspreis 2023 (Kulturna nagrada Dežele Koroške: zahvalna nagrada)